# Heraclia mabillei
Heraclia mabillei là một loài bướm đêm trong họ Noctuidae.